# Opisthosyllis australis
Opisthosyllis australis är en ringmaskart som beskrevs av Augener 1913. Opisthosyllis australis ingår i släktet Opisthosyllis och familjen Syllidae.
Artens utbredningsområde är havet kring Nya Zeeland. Inga underarter finns listade i Catalogue of Life.